# پونگال (جشنواره)
پونگال  (به انگلیسی: Pongal)، که هم چنین تای پونگال نامیده می‌شود، یک جشنواره برداشت محصول هندو چند روزه است، که توسط تامیلی‌ها در هند و سریلانکا جشن گرفته می‌شود. این جشن طبق تقویم خورشیدی تامیل در ابتدای ماه تای برپا می‌شود، که با توجه به گردش خورشید به دور زمین در هر سال، به‌طور معمول حدود ۱۴ یا ۱۵ ژانویه می‌باشد. این جشن به خدای خورشید، سوریا اختصاص دارد و همسو با ماکار سانکرانتی، جشنواره برداشت محصول تحت نام‌های منطقه ای زیادی در سراسر هند جشن گرفته می‌شود. سه روز جشنواره پونگال، بوگی پونگال، سوریا پونگال و ماتو پونگال نام دارد. بعضی از تامیلی‌ها، چهارمین روز پونگال را با نام کانوم پونگال جشن می‌گیرند.
طبق سنت، جشنواره نشانهٔ پایان انقلاب زمستانی و شروع حرکت شش‌ماهه شمالی خورشید، با ورود خورشید به برج جدی است، که هم چنین اوترایانا نامیده می‌شود. نام جشنواره، به تقلید از آیین «پونگال»، به معنی «جوشیدن، سرریز شدن» است و به غذای سنتی که از محصول برنج تازه که درون شیر به همراه شکر زرد (شکر خام) پخته شده و تهیه گردیده، اشاره دارد.